# Lone Tree n.º 18
Lone Tree n.º 18 es un municipio rural canadiense situado en la provincia de Saskatchewan.

## Superficie
Lone Tree n.º 18 tiene una superficie de 821,4 km².

## Demografía
En 2021, tenía 140 habitantes, una densidad poblacional de 0,2 hab./km², y 66 viviendas.